# 디버깅 자료 형식
디버깅 자료 형식(debugging data format)은 고수준 디버거에서 사용되는, 컴파일된 컴퓨터 프로그램에 관한 정보를 저장하는 수단이다. 현대 디버깅 자료 형식들은 소스 수준 디버깅에 충분한 정보를 저장한다.
고수준 디버거들은 변수, 타입, 상수, 서브루틴 등에 관한 정보를 필요로하는데, 그래야 기계 수준 저장과 소스 언어 구성 간에 번역할 수 있기 때문이다. 각 정보는 다른 소프트웨어 도구들에서도 사용될 수 있다. 이 정보는 반드시 컴파일러에 의해 생성되어야 하며 링커에 의해 실행 파일이나 동적 라이브러리에 저장된다.
어떤 목적 파일 형식들은 디버깅 정보를 포함하지만 대부분 일반적인 디버깅 자료 형식인 stabs나 DWARF를 사용한다.

## 디버깅 형식 목록
- stabs
- COFF
- PE/COFF
- OMF
- IEEE-695
- DWARF

## 같이 보기
- 디버그 심볼